# Décès en juin 1987
Décès
- 1983
- 1984
- 1985
- 1986
- 1987
- 1988
- 1989
- 1990
- 1991

Pour une information complémentaire, voir la page d'aide.

| Date          | Nom                    | Activités                                                                            | Âge | Source |
| ------------- | ---------------------- | ------------------------------------------------------------------------------------ | --- | ------ |
| date inconnue | Albert Harding         | écrivain, ingénieur et homme politique américain                                     | 74  |        |
| 1er juin      | Khwaja Ahmad Abbas     | réalisateur, scénariste et producteur indien                                         | 72  |        |
| 1er juin      | Emiliano Álvarez       | coureur cycliste espagnol                                                            | 74  |        |
| 2 juin        | Sammy Kaye             | musicien américain                                                                   | 87  |        |
| 2 juin        | Andrès Segovia         | guitariste espagnol                                                                  | 94  |        |
| 3 juin        | Pham Dang Tri          | peintre vietnamien                                                                   | 66  |        |
| 6 juin        | Alexander Altmann      | érudit et rabbin orthodoxe autrichien                                                | 81  |        |
| 6 juin        | Burhan Atak            | footballeur turc                                                                     | 82  |        |
| 6 juin        | Dmitri Klebanov        | compositeur ukrainien                                                                | 79  |        |
| 9 juin        | Grandon Rhodes         | acteur américain                                                                     | 82  |        |
| 11 juin       | Marin-Marie            | écrivain et peintre français                                                         | 85  |        |
| 14 juin       | Alfred Keller          | compositeur suisse                                                                   | 80  |        |
| 15 juin       | Pauline Peugniez       | peintre française                                                                    | 97  |        |
| 17 juin       | Fabio Battesini        | coureur cycliste italien                                                             | 75  |        |
| 18 juin       | Louis Aron             | enseignant français                                                                  | 98  |        |
| 18 juin       | Gueorgui Nisski        | peintre russe puis soviétique                                                        | 84  |        |
| 19 juin       | Michel de Saint Pierre | écrivain français                                                                    | 71  |        |
| 20 juin       | Mariano Cañardo        | coureur cycliste espagnol                                                            | 81  |        |
| 21 juin       | Abram Chasins          | compositeur, pianiste, professeur, musicologue, écrivain et homme de radio américain | 83  |        |
| 22 juin       | Nicholas Alkemade      | sergent-mitrailleur de la Royal Air Force britannique                                | 64  |        |
| 22 juin       | Fred Astaire           | acteur et danseur américain                                                          | 88  |        |
| 23 juin       | Sauveur Ducazeaux      | coureur cycliste français                                                            | 76  |        |
| 24 juin       | Jackie Gleason         | acteur compositeur, producteur, scénariste et réalisateur américain                  | 71  |        |
| 26 juin       | János Veiczi           | réalisateur et scénariste hongro-est-allemand                                        | 62  |        |
| 28 juin       | Arus Asryan            | actrice de théâtre et de cinéma soviétique et arménienne                             | 82  |        |
| 29 juin       | Luis Aranha            | poète brésilien                                                                      | 86  |        |
| 30 juin       | Jean Adhémar           | conservateur, universitaire et historien de l'art français                           | 79  |        |
| 30 juin       | King Donovan           | acteur et réalisateur américain                                                      | 69  |        |
| 30 juin       | Marthe Flandrin        | peintre française                                                                    | 82  |        |
| 30 juin       | Federico Mompou        | compositeur et pianiste espagnol                                                     | 94  |        |